# مايكل جي. سوليفان
مايكل جي. سوليفان (بالإنجليزية: Michael J. Sullivan)‏ (17 سبتمبر 1961، ديترويت في الولايات المتحدة)؛ كاتب وروائي أمريكي.

## روابط خارجية
- مايكل جي. سوليفان على موقع ميوزك برينز (الإنجليزية)